# سونلپا
سونلپا (به لاتین: Soonlepa) یک منطقهٔ مسکونی در استونی است که در دهستان پوهالپا واقع شده‌است.